# Hans (film)
Hans er en dansk kortfilm fra 2004 instrueret af Stefan Olsen efter eget manuskript.

## Handling
Denne artikel mangler et handlingsreferat. Hjælp os med at skrive det.

## Medvirkende
- Mads Koudal, Hans
- Ole Ernst, Studievejlederen
- Aksel Rasmussen, Nabo
- Karl Julius Sørensen